# Metropol (Berlin)

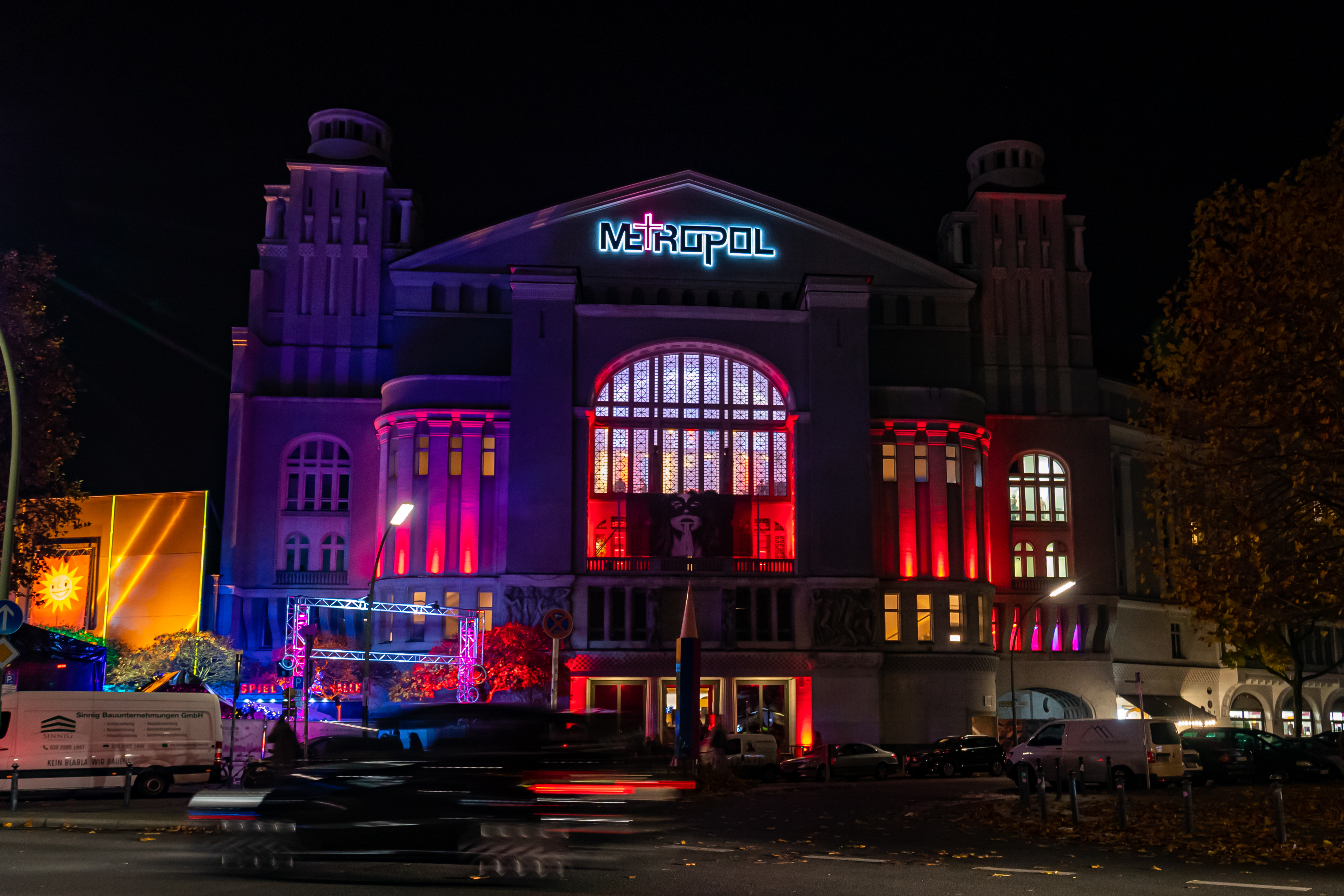
Das Neue Schauspielhaus, heute Veranstaltungsort, wieder unter den Namen Metropol

Das Metropol, auch als Theater am Nollendorfplatz, Neues Schauspielhaus und Goya bekannte ehemalige Theater, ist neben dem Hochbahnhof der U-Bahn das markanteste Gebäude am Nollendorfplatz 5 im Berliner Ortsteil Schöneberg. Errichtet wurde es 1905/1906 als Neues Schauspielhaus mit Theater- und Konzertsaal durch die Firma Boswau & Knauer. Der Autor und Theaterdirektor Herman Haller führte das Theater am Nollendorfplatz von 1914 bis 1923. Erwin Piscator leitete darin von September 1927 bis September 1928 die Piscator-Bühne. In der Nachkriegszeit beherbergte es lange ein Kino und die Diskothek Metropol, bevor es 2005 in den noblen Speise- und Tanzclub Goya umgewandelt wurde. 2006 meldete die Goya AG Insolvenz an. Von Juni 2007 bis Anfang 2010 wurde es von der Unternehmensberatung Treugast saniert und vermietet. Ab 2010 betrieb die Nollendorfplatz 5 Betreiber GmbH das Haus als exklusive Eventlocation mit verschiedenen Nutzungsarten (Restaurant, Bar, Club, Veranstaltungsräumen etc.), 2014 wurde es wieder geschlossen und 2019 abermals als Metropol wiedereröffnet.

## Das Gebäude

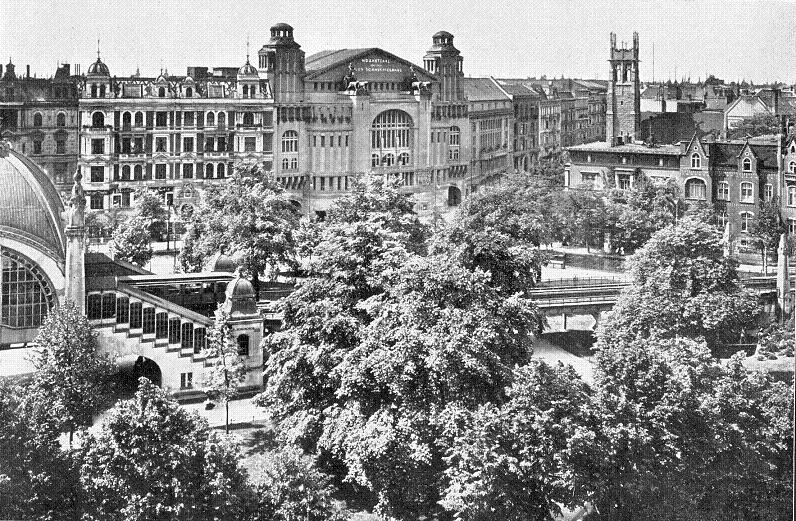
Der Nollendorfplatz mit dem Neuen Schauspielhaus an der Einmündung der Motzstraße im Hintergrund. Der Turm rechts ist die 1903 erbaute American Church in Berlin (1944 zerstört). Am linken Bildrand ist die Kuppel des Hochbahnhofs zu erkennen, nach 1905/1906

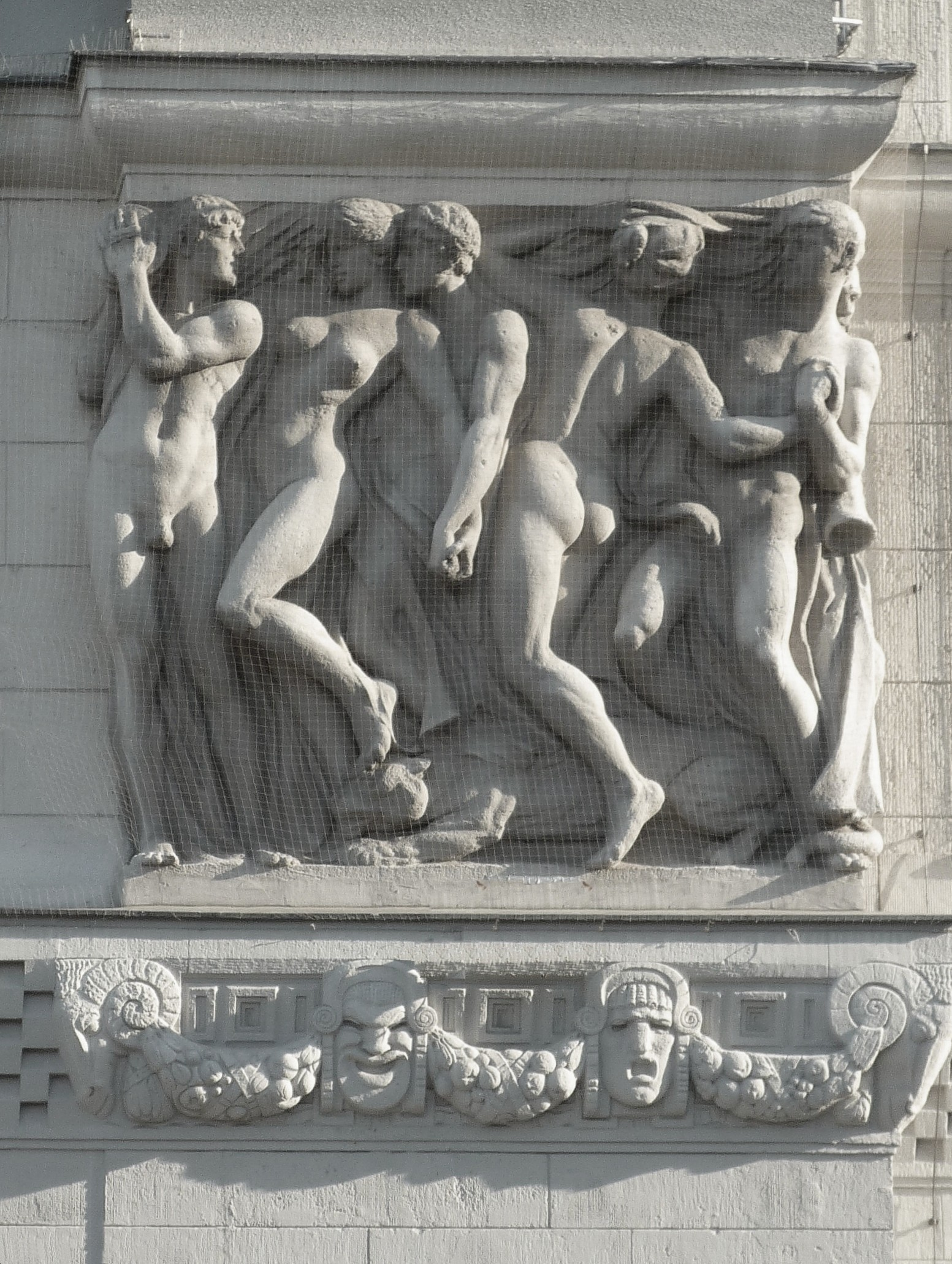
Figurenschmuck an der Fassade

Das Theater entstand in den Jahren 1905/1906 zeitgleich mit dem Bau der ersten Hochbahnlinie. Zunächst trug der unter Federführung von Albert Froelich im Büro Boswau & Knauer entworfene Theaterneubau den Namen Neues Schauspielhaus. Es entstanden ein Theater mit 1108 Plätzen und im selben Gebäude der vollständig mit Mahagoniholz verkleidete „Mozartsaal“, der als Konzertsaal gedacht war und in seiner pompösen Ausstattung den kaiserlichen Hof und das reiche Bürgertum ansprechen sollte.
Die Fassade wurde im klaren Stil der beginnenden Moderne gestaltet, noch verbunden mit einigen Anklängen an den zuvor dominierenden Jugendstil. Den Mittelpunkt bildet ein abgerundeter Vorsprung über dem Hauptportal mit Rundbogenfenstern. Überlebensgroße Figuren bringen pathetische Elemente hinein. Wie das Theater das ganze Spektrum des Lebens zeigt, so drücken die tanzenden Figuren Gefühle zwischen Glück und Angst aus. Den unteren Abschnitt schmücken lächelnde und traurige Steinmasken. Zwei Turmanbauten, die über das Haus hinauswachsen, unterstützen die in den Himmel strebende Wirkung der vertikalen Pfosten, Pfeiler und Anbauten. Den Dachabschluss bildet ein zurückweichender Giebel. Einige barocke Elemente, wie abgesetzte Ecken, sind ebenfalls vorhanden.
Das Bauwerk, das zur Zeit seiner Entstehung wegen seiner uneinheitlichen und pompösen Fassadendekoration kritisiert wurde, steht mit den Seitengebäuden seit 1997 unter Denkmalschutz.

## Theaterbühne

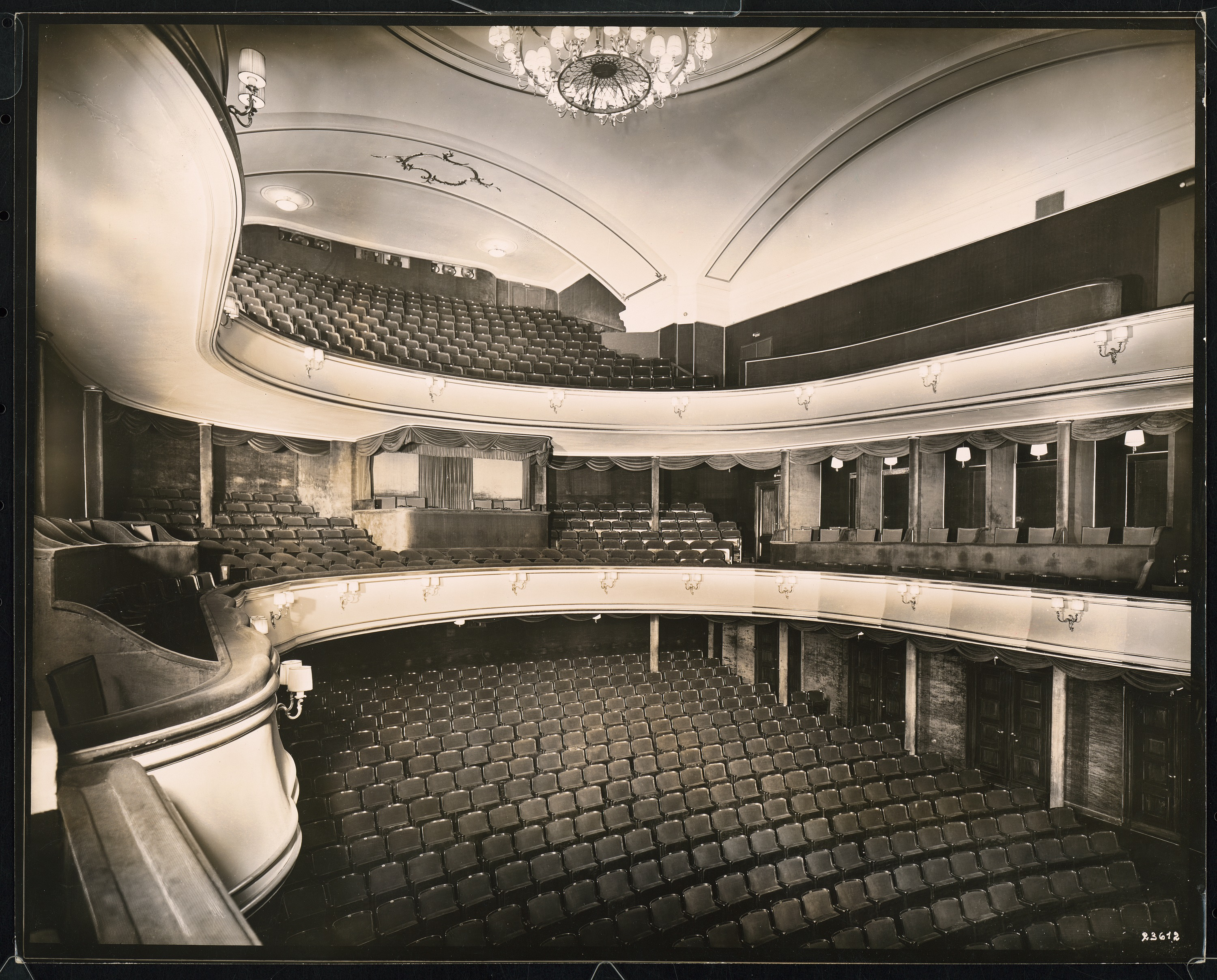
Ansicht des Zuschauerraums, 1942

Am 25. Oktober 1906 mit William Shakespeares Sturm eröffnet, widmete sich das Haus bald der leichten Muse. 1914 lief im Theater am Nollendorfplatz die Operette Der Juxbaron mit Musik von Walter Kollo, die bereits am 14. November 1913 im Carl Schultze-Theater in Hamburg mit dem jungen Hans Albers uraufgeführt worden war. Es fanden Uraufführungen mit Musik von Walter Kollo statt, u. a. 1914 Immer feste druff und 1917 die Operette Drei alte Schachteln. Nach dem Ersten Weltkrieg versuchte man es mit Operetten. Uraufgeführt wurden unter anderem Werke von Eduard Künneke: Die Vielgeliebte (1919), Wenn die Liebe erwacht (1920) und Der Vetter aus Dingsda (1921). 1925 übernahm Arthur Schwelb, zuvor Ko-Geschäftsführer der Meinhard-Bernauer’schen Bühnen, das Theater am Nollendorfplatz. Am 22. April 1927 fand die Uraufführung der Operette Drei arme kleine Mädels mit der Musik von Walter Kollo im Theater am Nollendorfplatz statt.
Ab September 1927 bis September 1928 zog Erwin Piscator mit seinem politischen Theater ein und nun hieß es wieder Theater am Nollendorfplatz. Die Eröffnung geschah durch Vermittlung der Schauspielerin Tilla Durieux in Berlin mit der Inszenierung von Ernst Tollers Hoppla, wir leben! (3. September 1927). Als Piscator-Bühne erlangte das Haus mit zeitkritischen Inszenierungen und einer neuartigen Bühnentechnik (Simultanbühne, Filmprojektion etc.) überregionale Bedeutung. John Heartfield entwarf Bühnenbilder, George Grosz Programmhefte und Bertolt Brecht arbeitete einige Zeit in der Dramaturgie.
Bühnenzeichnungen von George Grosz für eine Piscator-Inszenierung des Braven Soldaten Schwejk waren 1928/1931 Auslöser eines Gotteslästerungsprozesses gegen Grosz und den Verleger Wieland Herzfelde. Darunter war das berühmte Bild Christus mit der Gasmaske. Die Angeklagten wurden freigesprochen.
Am 22. Dezember 1928 fand wiederum die Uraufführung einer Operette mit Musik von Walter Kollo Jettchen Gebert im Theater am Nollendorfplatz statt. Die Premiere von Nico Dostals Operette Clivia folgte am 23. Dezember 1933.
Während der Zeit des Nationalsozialismus wurde die Bühne wieder für den Film und fürs Theater genutzt. Zunächst unterstand es dem Verband der Volksbühnen unter der Generalintendanz von Gustaf Gründgens. Im März 1938 wurde es allerdings wieder abgetrennt und unter die Intendanz des populären Schauspielers Harald Paulsen gestellt, der in der Folge hier hauptsächlich Operetten aufführen ließ. Sein Vorgänger war der SA-Führer Bernhard Graf zu Solms-Laubach.

## Nutzung als Kino
Schon 1911 wurde der Mozartsaal umgebaut, um auch Filme zeigen zu können. Große Beliebtheit erlangte das Kino unter der Direktion des später im KZ Auschwitz ermordeten Hanns Brodnitz (ab 1922). Das Publikum wurde durch dessen Ideenreichtum immer wieder überrascht: So waren beispielsweise die Platzanweiserinnen immer in Kostümen gekleidet, die zum jeweiligen Filmthema passten.
Im Jahr 1925 gab es die Premiere des ersten UFA-Tonfilms Das Mädchen mit den Schwefelhölzern, der aber wegen technischer Mängel ein Misserfolg war. Am 12. September 1928 wurde das komplett renovierte und umgestaltete Kino als „Terra Lichtspiele Mozartsaal“ mit einer festlichen Galavorstellung wiedereröffnet. 1930 wurde es unter dem Architekten Georg Leschnitzer modernisiert: Der Saal erhielt anspruchsvolle Audiotechnik für die neuen Tonfilme. Eine Eisbar und eine Sodabar wurden im Foyer eingeführt. Das neue Ambiente wurde im August 1930 bei der vom Berliner Rundfunk übertragenen Premierenfeier für den Tobis-Film Unter den Dächern von Paris (Sous les toîts de Paris) in Szene gesetzt. Regisseur René Clair sowie die Hauptdarsteller Pola Illery und Albert Préjan waren anwesend. Das Titellied wurde von Préjan vorgetragen. Nach den Erinnerungen von Kinoleiter Hanns Brodnitz war es ein großer Publikums- und Imageerfolg für das Filmtheater; die Presse war äußerst positiv. „Wenn dieser Auftakt ein Versprechen ist: in dieses Haus kommen nur Filme mit Niveau, dann haben wir wieder ein Kino für anspruchsvolle Berliner!“, schrieb der Filmkritiker Paul Marcus („Pem“) in der Tageszeitung Das 12 Uhr Blatt.
Am 4. Dezember 1930 fand vor geladenem Publikum die deutsche Erstaufführung des Films Im Westen nichts Neues nach dem gleichnamigen Roman von Erich Maria Remarque statt. Da dieser Film den Nationalsozialisten ideologisch nicht passte, organisierte Gauleiter Joseph Goebbels tagelange Proteste gegen den Anti-Kriegsfilm: Als dieser dann tags darauf anlief, setzten SA-Leute weiße Mäuse aus und legten Stinkbomben, pöbelnde Reichstagsabgeordnete der NSDAP nutzten ihre parlamentarische Immunität aus, um das Publikum aus dem Haus zu ekeln. An den folgenden Tagen konnten die Vorführungen im Mozartsaal nur unter massivem Polizeischutz stattfinden. Die Kampagne hatte Erfolg: Bereits am 11. Dezember 1930 verbot die Oberste Filmprüfstelle unter der Leitung von Ernst Seeger auf Antrag der Landesregierungen Thüringens, Braunschweigs, Sachsens, Bayerns und Württembergs die Vorführung des Films im Deutschen Reich wegen der von ihm ausgehenden „Gefährdung des deutschen Ansehens“ und der „Herabsetzung der deutschen Reichswehr“.
Im Jahr 1942 wurden die Lichtspiele Mozartsaal umbenannt in Nollendorf-Palast. Während des Zweiten Weltkriegs wurde das Theater durch alliierte Luftangriffe schwer beschädigt. Die Fassade, Foyer und der Mozartsaal blieben allerdings weitestgehend erhalten.

## Nachkriegsgeschichte
Das Theater am Nollendorfplatz (zeitweilig auch: Neues Theater am Nollendorfplatz) knüpfte in den Nachkriegsjahren an die Operetten- und Komödieninszenierungen früherer Jahre an. Gespielt wurde zunächst in Ausweichstätten, wie dem Theater am Schiffbauerdamm, dem Rathaus Schöneberg oder dem Titania-Palast und nur gelegentlich im Haus am Nollendorfplatz. Zeitweilig diente der Mozartsaal in Anlehnung an die in der Nähe befindliche und ebenfalls zerstörte Scala unter dem Namen Neue Scala (selten: Neue Skala) als Allzweckraum, in dem außer Filmvorführungen auch weniger erfolgreiche Varieté- und Revuevorstellungen gegeben wurden. Ab 1952 war er wieder ausschließlich Filmtheater und erlangte seinen bis heute bekannten Namen Metropol. In den 1970er Jahren kam es zur Spezialisierung auf pornografische Filme.
Der Spielbetrieb wurde 1977 eingestellt und eine Diskothek hielt für lange Zeit Einzug. In den späten 1980er Jahren war das Metropol mit seiner einzigartigen Lasershow eine der bekanntesten Diskotheken Berlins. Auch die Prominenz gab sich dort die Ehre: Neil Tennant (Pet Shop Boys), Derek William Dick alias Fish (Marillion), Einstürzende Neubauten und Bela B. (Die Ärzte) wurden dort gesehen. Unter der Woche fanden oft Konzerte statt: Depeche Mode spielte hier das erste Berlin-Konzert zur Debüt-LP. Ebenfalls Human League, OMD, Front 242, U2, The Sisters of Mercy, Killing Joke, Red Lorry Yellow Lorry sowie zahlreiche Bands aus Großbritannien traten hier unter anderem auf, aber auch nationale Karrieren wie Nena und ihre Band starteten im Metropol oder dem in der ersten Etage gelegenen Loft Club. Nach dem Höhepunkt Anfang der 1990er Jahre verblasste der Ruhm in den folgenden Jahren vollkommen.
Im Jahr 2000 zog der tabubrechende KitKatClub ins Metropol ein. Wegen unüberbrückbarer Differenzen zwischen Inhaber (Vermieter) und dem Club zog selbiger im gleichen Jahr dort wieder aus und suchte sich einen anderen Veranstaltungsort.
Das Metropol wurde 2005 unter großem Medieninteresse in den noblen Speise- und Tanzklub Goya umgewandelt. Der Umbau kostete elf Millionen Euro und wurde von Hans Kollhoff entworfen. Das Projekt wurde in Form einer Aktiengesellschaft finanziert, zahlreiche Prominente hatten sich beteiligt. Aufgrund Besuchermangels meldete der Club im März 2006 nach fünf Monaten Betrieb jedoch bereits Insolvenz an. Am 16. Juni 2007 wurde er wiedereröffnet. Der neue Betreiber, die Unternehmensberatung Treugast Solutions Holding GmbH, der auch das Tempodrom führt, mietete die Immobilie für zehn Jahre.
Miley Cyrus gab 2008 ihr deutschlandweit erstes Konzert im Goya-Club.
Ab März 2010 leitete die Nollendorfplatz 5 Betreiber GmbH das Goya und das Haus wurde vorwiegend als exklusiver Veranstaltungsort mit regelmäßigem Clubbetrieb genutzt. Im Mai 2014 wurde das Goya erneut geschlossen. Anschließend wurde es von der Conle Property Group des Milliardärs Henning Conle gekauft. Seit April 2019 finden wieder Konzerte und andere Veranstaltungen unter dem Namen Metropol statt.

## Sonstiges
Ab Ende der 1950er Jahre traf sich im Metropol regelmäßig die Berliner Jesus-People-Gemeinde, eine interkonfessionelle freikirchliche Gemeinde, die später unter Pastor Volkhard Spitzer populär wurde. Das Theater diente im Winter 1961/62 als Drehort für den Kinofilm Die unsichtbaren Krallen des Dr. Mabuse.
Im April 2025 verschob der Musiker Zartmann seinen ursprünglich im Metropol vorgesehenen Auftritt ins Neuköllner Huxleys und verwies dabei auf Henning Conle als Eigentümer des Hauses, der mehrfach illegale Großspenden an die Alternative für Deutschland (AfD) getätigt hatte. Daraufhin boykottierten weitere Künstler den Veranstaltungsort. Bezirksbürgermeister Jörn Oltmann (Bündnis 90/Die Grünen) appellierte, zwischen Eigentümer und derzeitigem Betreiber des Metropol zu differenzieren.